# Centrum.cz
Centrum.cz – portal internetowy funkcjonujący w Czechach. Został założony w 1999 roku. W 2004 roku był trzecim serwisem internetowym w kraju pod względem liczby odwiedzających.